# Instituto Alonso de Ercilla
El Instituto Alonso de Ercilla (IAE) es un establecimiento de educación preescolar, básica y media, ubicado en la ciudad de Santiago, Chile. Es dirigido por los Hermanos Maristas. Tradicionalmente este colegio era exclusivo para hombres, pero desde 2006 comenzó la enseñanza mixta. Pertenece a la Federación de Instituciones de Educación Particular (FIDE).
Según un ranking elaborado por la revista Qué Pasa, el Instituto Alonso de Ercilla fue el sexto mejor colegio del país en el período 2004-2013, tomando en cuenta los resultados de sus alumnos en la Prueba de Selección Universitaria (PSU).

## Historia
En 1929 los Hermanos Maristas se hacen cargo del Instituto Alonso de Ercilla, que había nacido diez años antes de la mano del sacerdote español Don Ángel León y Sanz. Se ubicaba en calle Catedral 2029 (edificación hoy destruida). La primera Comunidad la componían 8 hermanos. En su primer año de vida, el pequeño colegio albergaba 233 alumnos que asistían a un Kindergarten, 3 Preparatorias y 1.º y 2.º de Humanidades. Las clases comenzaron un 11 de marzo, pero el edificio no ofrecía mucha seguridad, por lo que se buscó uno nuevo. La propiedad elegida fue la esquina de Santo Domingo con Maturana, ubicación actual del colegio.
Durante el año 1934 comenzó la construcción y ya en 1938 se completaron hasta el segundo piso todas las salas de clases que dan a la calle Maturana. Era el primer paso hacia el edificio actual. Las obras las vigiló el Hno. Arturo.
En el año 1955 se realiza la construcción del Hall de Entrada y dependencias, sobre todo el Salón de Honor del tercer piso.
Durante este período el Colegio llegó a contar con 28 profesores y 876 alumnos. De los profesores, 23 eran Hermanos y sólo 5 seglares, entre ellos los Sres. Santiago Krogh (5.ª Preparatoria), Alberto Veloz (Educación Cívica) y Abel Enríquez (Artes Plásticas), todos con larga tradición en el Ercilla. El año 1963 se produce el boom de las nuevas construcciones es así como van surgiendo el Pabellón de Media (actualmente salas de 7.º y 8.º), el sector norte de la gran Casa de los Hermanos (piezas, cocina, comedor, recibidores) y el gran comedor para los mediopupilos (actual Biblioteca Hno. Fernando de la Fuente). El año 1964 se pudo inaugurar la gran Capilla Central, con su decoración externa de "muri-glass" y su gran mural de los "Tres Primeros Puestos", pintado por Claudio Di Girólamo.
El año 1965 fue un año de grandes hitos para el colegio, la música y el deporte logran enraizarse en el colegio: se crea la Gran Orquesta Escolar IAE con 120 instrumentos y el Coro de unas 100 voces quienes tuvieron mucho éxito, además del comienzo del funcionamiento del Centro de Alumnos Ercillanos (CAE), actual Centro de Estudiantes Maristas Santiago (CEMS). En 1966 se dan los primeros pasos del Movimiento Scout, para en 1974 ya contar con Lobatos, Scouts y Caminantes. El mismo año, el colegio batió el récord de matrícula: 1913 alumnos, distribuidos en 40 cursos.
En sus Bodas de Oro el colegio contaba con 1585 alumnos, 23 hermanos, 3 religiosas y 43 profesores laicos (12 mujeres y 31 varones), formando el equipo educativo. El año 1988 se levanta el nuevo pabellón para recibir a los 3.º y 4.º Medios. En 1996 se construye un pabellón de la Sección de Media Inicial y se remodela su patio. Entre 2001 y 2005 ocurren una serie de hechos que marcan la historia del establecimiento, como la remodelación del Gimnasio principal en miras a las Olimpiadas Maristas de 2002, y por otra parte los lamentables fallecimientos de los Hermanos Gregorio Pastor y Gilberto Poza, ambos grandes colaboradores a la tarea educativa del colegio.
En 2005 asume el primer Rector laico del colegio, Jaime Inostroza, quién ocuparía el cargo hasta 2008. El 2006 las puertas de Pre Kinder y Kinder se abrieron para recibir por primera vez a las niñas. De esta manera se comenzaba a implementar uno de los mayores desafíos que nos traen los nuevos tiempos: la coeducación. El 2009 comenzó con un nuevo grupo en Pre Kinder, completando así cuatro cursos en todos los niveles del colegio. En el año 2011 la Comunidad de Hermanos vuelve al Instituto Alonso de Ercilla, siendo su Superior el Hno. Feliciano Ortega. En el año 2013 nace un nuevo espacio para la Sección Inicial del colegio. En un edificio ubicado en Maturana 646, los más pequeños del colegio cuentan con las instalaciones adecuadas para realizar sus actividades. La edificación incluye un estacionamiento subterráneo. El año 2014 el Instituto Alonso de Ercilla celebra 85 años de presencia marista en la Región Metropolitana, educando y viviendo el ideal con el que San Marcelino Champagnat soñó al fundar esta Congregación dedicada a la enseñanza y a la formación cristiana de la niñez y juventud de todo el mundo.
El año 2016 se nombró al Hermano Jesús Pérez Valdajos como Rector del Instituto sucediendo así al Hno. Jesús Triguero luego de seis años de gestión. Actualmente el Rector es el Sr. Pedro Díaz Cuevas para el periodo 2019-2021.

### Rectores
Los rectores del establecimiento han sido:
- Hno. Elías José (1929-1932)
- Hno. Guillermo (1933-1938)
- Hno. Lucinio María (1939-1944)
- Hno. Ignacio Gabriel (1945-1950)
- Hno. José Benigno (1951-1956)
- Hno. Ángel Jobet Jarió (1957-1961)
- Hno. Gilberto Poza (1962-1964)
- Hno. Juan Sabas Cebrián González (1965-1967)
- Hno. Jovino Morala (1968-1972)
- Hno. Pedro Marcos San Esteban (1973-1975)
- Hno. José Diez (1976-1977)
- Hno. Agustín Carazo (1978-1980)
- Hno. Pedro Marcos San Esteban(1981-1983)
- Hno. Aldo Passalacqua Restini (1984-1989)
- Hno. Claudiano Maniega (1990-1995)
- Hno. Gregorio Pastor (1996)
- Hno. Claudiano Maniega (1997-1998)
- Hno. Jesús Triguero Juanes (1999-2004)
- Sr. Jaime Inostroza Marin (2005-2008)[nota 1]
- Hno. Jesús Triguero Juanes (2009-2015)
- Hno. Jesús Pérez Valdajos (2016-2018)
- Sr. Pedro Díaz Cuevas (2019-2021)
- Sr. Claudio Castillo Faúndez (2022-)

## Secciones educativas
El colegio abarca los cursos de Educación Preescolar (Prekinder y Kinder), Educación Básica (1.º a 8.º año básico), Educación Media (1.º a 4.º año medio). Hay 2 cursos en el nivel de Prekinder (A y B), y desde Pre-Kinder a 4.º medio hay cuatro cursos por nivel (A, B, C, y D).
Los niveles se organizan en ciclos, que intentan agrupar en tramos de edades a los alumnos, para así dar distintos enfoques a la educación según la etapa de crecimiento de los escolares. Cada ciclo tiene su propio director, un psicólogo y un orientador. Los ciclos del colegio son:
- Ciclo Inicial: Prekinder a 2.º básico
- Ciclo Básica: 3.º básico a 6.º básico
- Ciclo Media Inicial: 7.º básico a 2.º medio
- Ciclo Media Superior: 3.º y 4.º medio.

## Organización interna
El colegio funciona mediante una fundación, La primera sesión del Directorio de la Fundación Educacional Instituto Alonso de Ercilla se realizó el 30 de enero de 2007. En ella participó como Presidente el Hno. Aldo Passalacqua R. Los directores de aquel entonces eran Jaime Inostroza M y el Hno. Alejandro Dabovic. Dicha fundación es regida por un directorio, encabezado por un hermano marista, actualmente la dirige el Hno. Jesús Pérez Valdajos.
El rector y los directores de las unidades educativas (ciclos) se agrupan en el Consejo Directivo del Instituto Alonso de Ercilla, que está encargado de definir las políticas educacionales y pastorales del colegio.
También el colegio cuenta con un centro de alumnos, establecido por primera vez en 1965. Todos los años se realizan las elecciones (desde Primero a Cuarto Medio) para elegir a la nueva directiva que representará a los alumnos en un período de 1 año. Desde 2005 existe el Centro Ercillano de Animación y Recreación (CREAR), que tiene como objetivo la organización de los alumnos de los séptimos y octavos básicos del colegio.
Otros estamentos del colegio son el Centro de Ex Alumnos y el Centro de Padres.

## Ubicación e infraestructura

### Instalaciones

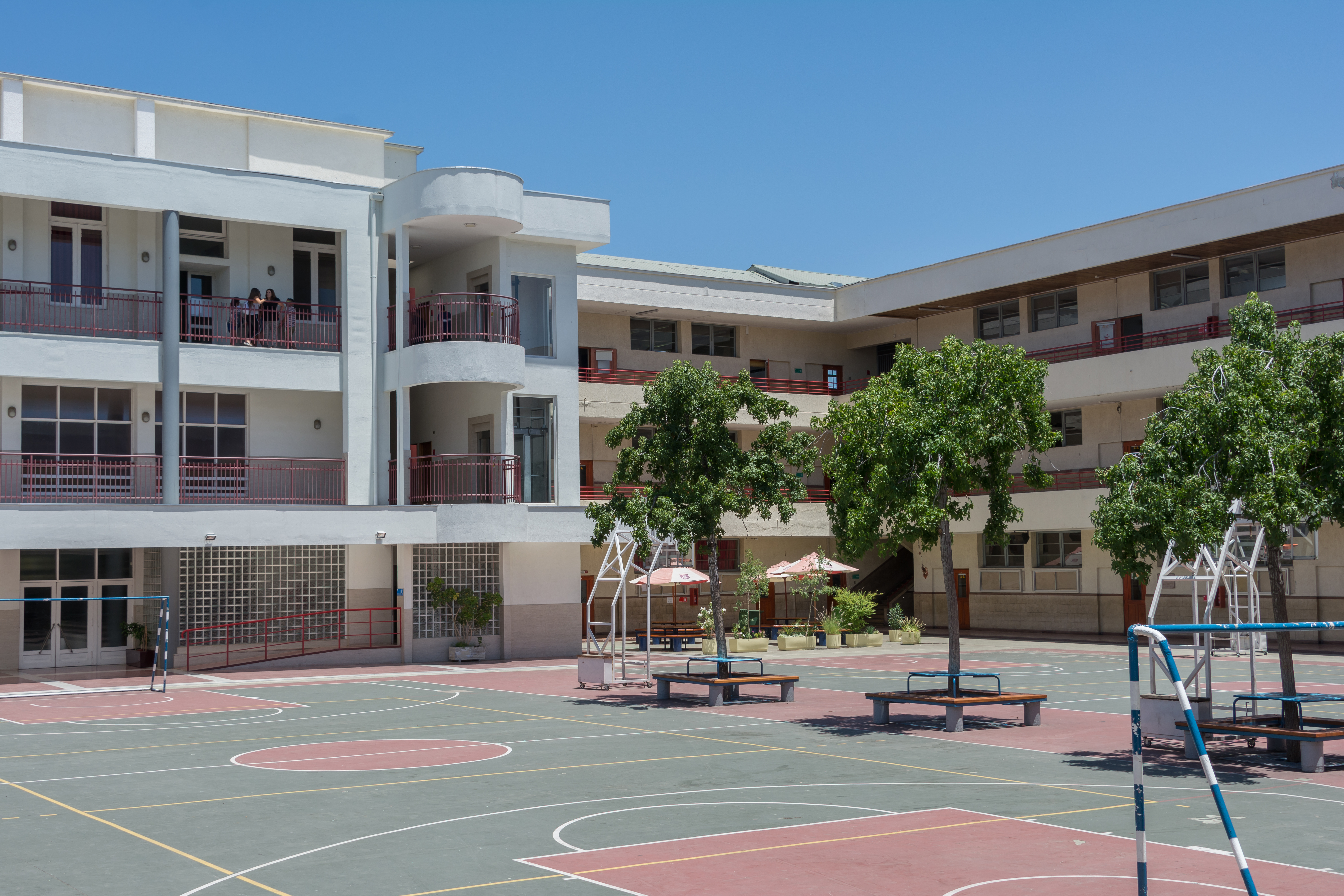
Patio de la sección básica.

El colegio se ubica en Santo Domingo 2145, Santiago. Allí se encuentra el hall principal, pero cuenta también con dos accesos por calle Baquedano y cuatro por calle Maturana. El terreno es de 11.310 m², con 13.750,97 m² construidos. En el año 2013 se incorporó un nuevo edificio que alberga a la Sección Inicial (Pre Kinder a 2.º Básico) con entrada por calle Maturana 646. El terreno es de 3900 m², con 3800 m² construidos que incluyen estacionamiento subterráneo. El Instituto Alonso de Ercilla cuenta con 56 salas de clases y ocho salas especializadas para Artes. Tres laboratorios de ciencias, tres de tecnología y tres de inglés. Cuenta con dos bibliotecas de libros (escolar e infantil) y una biblioteca virtual. Hay tres capillas, dos casinos, tres salas de primeros auxilios, un auditórium o salón de honor y salas de reuniones. Entre sus instalaciones deportivas podemos destacar dos canchas de fútbol (pasto natural), cinco multicanchas, una pista atlética, dos gimnasios y una sala de psicomotricidad. El Estadio Marista se ubica en Portales 3820, Estación Central. Sus 36.692,95 m² de terreno están destinados principalmente a actividades deportivas y recreativas. Tiene 2.839,48 m² construidos.

## Actividades extracurriculares
El colegio cuenta con diversas actividades extraprogramáticas en las áreas de Cultura, Deportes y Pastoral.
En el área de Cultura, el colegio ofrece talleres de Comunicación Audiovisual, Conjunto Musical, Coro, Danza, Dibujo y Pintura, Diseño Gráfico, Expresión Artística, Folclor, Guitarra, Instrumentos Folclóricos, Taller Literario, Orquesta Juvenil, Periodismo, Teatro y Vientos.
En el área deportiva cuenta con academias de Atletismo, Básquetbol, Fútbol, Voleibol, Gimnasia Rítmica, Tenis, entre otros.
Y la oferta en el área Pastoral cuenta con Catequesis de Primera comunión, Catequesis de Confirmación, Grupo de Amistad Marista (GAMA), Movimiento Marcha, Grupo Scout Alonso de Ercilla, entre otras.